# 加藤教明
加藤 教明（かとう のりあき）は、戦国時代の武将。加藤嘉明の父。三河国出身。

## 略歴
初め、松平広忠・元康（後の徳川家康）父子に仕え、岸教明と名乗っていたが、三河一向一揆において一揆方に加わって敗れて出奔する。
その後、上洛して足利義昭に仕え、本圀寺の変では三好三人衆と戦う。その後の動向や没年は不明であるが、足利義昭が織田信長によって追放された後（天正年間）に羽柴秀吉に仕えて近江国矢島にて300石を与えられたと伝えられている。その縁で息子の嘉明は後に秀吉に取り立てられ親子ともども加藤氏を名乗ることになる。